# واکنش کربونیل‌زدایی تسوجی–ویلکینسون
واکنش کربونیل‌زدایی تسوجی–ویلکینسون(به انگلیسی: Tsuji–Wilkinson decarbonylation) روشی برای کربونیل‌زدایی آلدهیدها و برخی از آسیل کلریدها است. نام این واکنش، به افتخار شیمیدان ژاپنی جیرو تسوجی گذاشته شده‌است که برای اولین بار استفاده از کاتالیزور ویلکینسون (RhCl(PPh3)3) برای این واکنش‌ها را گزارش کرد:
RC(O)X + RhCl(PPh3)3 → RX + RhCl(CO)(PPh3)2 + PPh3
اگرچه کربونیل‌زدایی را می‌توان توسط چندین کمپلکس فلزات واسطه انجام داد، اما ثابت کرده‌است که کاتالیزور ویلکینسون موثرترین آن‌ها است.